# 青島俊作
青島 俊作（あおしま しゅんさく）は、1997年1月 - 3月にフジテレビ系で放送された日本の刑事ドラマ『踊る大捜査線』及びその映画版の主人公。演じる俳優は織田裕二。

## プロフィール
- 警視庁警部補。警視庁刑事部捜査支援分析センター所属。
- 昭和42年12月13日生まれ（※生年月日は織田本人と同日である）、AB型。
- 本籍：東京都杉並区和泉[1]。自宅は江東区新木場。
- 家族：父、母、兄（別居）独身
- 最終学歴：青山学院大学経済学部卒業。
- 資格：普通自動車運転免許、特殊無線技師（乙種）[注 1]、柔道二段
- 特技：営業（セールス活動）、接待
- 趣味：モデルガンおよび腕時計収集、読書、映画鑑賞

- 術科[2]

|  |  |  | 拳銃操法 | 初段階 C+ |
|  |  |  | 警杖操法 | 初段階 C  |
|  |  |  | 逮捕術   | 初段階 C+ |
|  |  |  | 緊急法   | 初段階 C- |

### 経歴
以下、『踊る大捜査線 THE MOVIE3 ヤツらを解放せよ!PERFECT BOOK』p.36より
| 平成02年 | 03月 | 青山学院大学経済学部卒業                                      |
|          | 04月 | （株）シンバシ・マイクロシステム入社 （営業部配属）           |
| 平成05年 | 01月 | 同社を一身上の都合により退社                                  |
|          | 04月 | 警視庁巡査を拝命                                              |
| 平成05年 | 04月 | 練馬警察署地域課                                              |
| 平成06年 | 10月 | 巡査部長に昇任                                                |
| 平成09年 | 01月 | 湾岸警察署刑事課強行犯係                                      |
|          | 03月 | 練馬警察署地域課 （桜交番）                                   |
|          | 08月 | 杉並北警察署刑事課捜査資料室                                  |
|          | 12月 | 湾岸警察署刑事課強行犯係[注 2]                                |
| 平成10年 | 06月 | 海外短期研修出張（1か月間：アメリカ合衆国・ロサンゼルス市警） |
| 平成13年 | 09月 | 海外渡航 （観光：カナダ・エドモントン）                       |
| 平成14年 | 04月 | 海上自衛隊横須賀地方隊 （1か月間：潜水艦事件潜入捜査）        |
|          | 11月 | 短期人事交流：警視庁総務部企画課犯罪被害者支援室              |
| 平成15年 | 04月 | 湾岸警察署刑事課強行犯係主任                                  |
| 平成22年 | 03月 | 警部補に昇進                                                  |
|          | 03月 | 湾岸警察署刑事課強行犯係係長                                  |
| 時期不明 | 不明 | 警視庁刑事部捜査支援分析センター                              |
青島は平成5年1月にシンバシ・マイクロシステムを退社し、3か月後の平成5年4月に巡査拝命と同時に警視庁練馬警察署地域課に配属されているが、警察官採用試験（I類）で合格した場合は6か月間、II類・III類で合格した場合は10か月間に亘って警視庁警察学校で全寮制の生活を送りながら警察官になるための訓練を受けなければならない。警察学校に入校した時点で巡査の階級を拝命されるが、青島の場合は上述の経歴に遵うとシンバシ・マイクロシステムの退社から巡査拝命および練馬署配属までの空白期間は僅か3か月間しかないため、この空白の3か月間で警察学校での訓練を経験したとは考えられず、警察学校での訓練を経ずに直ちに警察官として現場で働き始めたことになる。

### 賞罰
- 警視総監賞 2回
  - 広域自転車泥棒検挙により（テレビシリーズ以前の練馬警察署桜交番勤務時代）
  - 連続殺人事件解決の功績により（THE MOVIE 2）
- 査問委員会送致 2回
  - 平成9年3月（テレビシリーズ最終話）
  - 平成10年10月（秋SP）
- 減俸処分 2回
  - 平成10年10月（秋SP）
  - 平成15年11月 テロ対策演習でテログループ側が勝ってしまったことにより（THE MOVIE 2）
- 近隣所轄対抗ボウリング大会個人部門優勝（平成20年3月）

## 人物
コンピュータシステムの開発会社「シンバシ・マイクロシステム」に勤務し、成績ナンバーワンの営業マンだったが、刑事ドラマに憧れて転職。TVシリーズ第1話冒頭の模擬取り調べでは被疑者役にカツ丼を勧めるなどのせいで「刑事ドラマの見過ぎ」「脱サラ刑事」と揶揄されながらも交番勤務の後に湾岸署に配属され、念願の刑事に。刑事だとは夢にも疑われない軽薄で人懐こい性格と、営業マン時代に培った「人誑しの才能」「接待役としての有能ぶり」を活かし、「潜入捜査のエキスパート」として何事についても綿密に計画し、些事にも強いこだわりを見せる。
組織内部の庇い合いや官僚主義を嫌い、昇任試験や出世・権力などに興味はないためか、上からの命令を無視したり、破天荒な捜査手法をとる事もしばしば。自身を煙たく思う捜査一課に派遣された際には自身の出世や成績しか考えない本庁捜査員と意見が対立。事件に優劣をつける警察の縦割りなどに疑問を感じて以後は、事件の大小を考えず、担当管内で独自の人脈を形成し、所轄内でじっくり捜査する刑事へと成長。また、数々の事件を通して、「犯人を生かしたまま逮捕する」信念を抱き、現場の刑事が正しいと信じる事をできるようにしてくれる室井慎次の手駒として活躍できる日を待ち望んでいた。
ただし、市民を真っ先に考え、自分の信念に従って行動する青島は異端児扱いをされ、封建的かつ官僚主義的な上層部には組織捜査の足並みを乱す青島を異分子として排除、罪をでっち上げて警察手帳を取り上げようと画策する者も少なくない。ストーカー犯の野口から恩田すみれを守り抜き、柏木雪乃が濡れ衣で逮捕されそうになった際には真犯人を見つけ出す事に成功。真下正義が銃撃された際も室井と協力して被疑者を見つけ出すが、この際の単独行動が問題となり練馬署の交番勤務へ。
TVシリーズ最終回では、この処分にめげる事なく、交番勤務中に吉田のおばあちゃんのお守りに命を救われた礼を述べるシーンをもってTVシリーズは終了する。
『踊る大捜査線 歳末特別警戒スペシャル』では、杉並北署捜査資料室所属。当初は室井と警察幹部との約束通り、本庁は半年後に湾岸署に戻る辞令を出したにもかかわらず、杉並北署でその辞令が書類の中に埋もれて放置状態になっていた。湾岸署に戻っていないことに室井が偶然気づいた事で、青島は湾岸署に戻るが、どの部署も青島を引き受けるのを嫌がる課長同士が押しつけあう。交通課が引き受けるも、小学校の傷害事件の為にミニパトを走らせたために警務課へ異動。小学校の傷害事件の捜査をしたために生活安全課へと再異動。その後も小学校の傷害事件犯人を見つけては勝手な行動をとった為に地域課へといろいろな課を回されたが、最終的には刑事課に配属された。
『湾岸署婦警物語 初夏の交通安全スペシャル』ではアメリカ合衆国のロサンゼルス市警に一か月の研修出張。
『踊る大捜査線 秋の犯罪撲滅スペシャル』では、コンピュータ会社のサラリーマンだった経歴を生かして潜入捜査で数件の大口契約を成立させ、悪質な婦女暴行犯を突き止める。しかし、別件で犯人の女に同情して匿っているのではないかと疑われたすみれを調べるように命令され、その命令に不満な態度を見せた為か調査報告をすみれ本人の目の前でする様に命じられ、さらには自身にまで調査のメスを入れられてしまい、ついには命令に逆らって本部へ情報を伝えなかった為、減俸処分。その際に警察庁監察官だった室井と大きな対立を生むが、『踊る大捜査線 THE MOVIE』で和解した。
『踊る大捜査線 THE MOVIE』では、冒頭において署長命令で参加させられた接待ゴルフの土産品であるカラーボールを和久平八郎に渡していたことが拘束されていた和久の所在地を示す重要なキーアイテムとなる。副総監誘拐事件の犯人・坂下始の母親に包丁で腰を刺され重傷を負い、刺された直後は意識不明で殉職したのかと思われたが、実は3日間寝ずに働いていた為に疲れて寝込んでしまっただけであった。その後、本人の懸命なリハビリもあって現場に復帰を果たした。『THE MOVIE』における青島の「事件は会議室で起きているんじゃない。現場で起きてるんだ!」というセリフは、映画のヒットも相まって流行語となった。
『踊る大ソウル線』の時点ではカナダのエドモントンに行っているため湾岸署にはいない（これは青島を演じている織田がこの時期世界陸上のスポーツキャスターを務めていた事に引っかけての事である）。
『踊る大捜査線 THE MOVIE 2 レインボーブリッジを封鎖せよ!』の前に起きた作中の世界のみに登場する潜水艦事件では、室井の指揮でコンピュータ技師に扮して潜水艦「むつしお」内で起きた殺人事件を調べ、犯人逮捕に成功するも海上自衛隊に公務員職権乱用罪で告訴され、津田誠吾の弁護を受ける。映像作品では触れられていないが、シナリオガイドブックなどの公式資料によると青島は2002年に湾岸署を離れて警視庁総務部企画課の犯罪被害者支援室勤務となり、2003年に湾岸署に戻っている。この人事異動が潜水艦事件と関係があるのかどうかは不明である。
『踊る大捜査線 THE MOVIE 2 レインボーブリッジを封鎖せよ!』では、序盤のSATの演習の際に、同僚達とともに犯人役を務めた。しかし、警察庁や警視庁の幹部達や報道陣が視察する中、犯人役であるにもかかわらずSATを逆に制圧し、戦闘不能状態に追い込むという前代未聞の不祥事を起こしてしまった。それにより湾岸署の署員達全員が減俸処分にされてしまうという事になり、青島に乗せられた同僚達を含めその恨みを買い、SATからは大恥をかかせられたと恨まれる。また、元来の刑事ドラマ好きという子供じみた嗜好が湧き上がってしまい「もっとしゃきっとした事件は無いんですか」といった初心を忘れて事件をえり好みするような発言もしている。さらに、かつての「事件は会議室で起きているんじゃない」の言葉に対して、沖田仁美から「事件は会議室で起きているの」と全否定されてしまう。TVシリーズの真下、劇場版第一作での自身に加え、すみれが重傷を負うという事態に「どうして現場に血が流れるんだ!」と、縦割り行政を皮肉った「レインボーブリッジ、封鎖できません!」が本作を象徴する名台詞となった。結局、事件は冒頭で赤っ恥をかかせられたSATが面目躍如の加勢により解決に至る。最後は作中の殺人事件解決の功績により室井と共に警視総監賞を受けるが、新たな事件の捜査の為にその授賞式をすっぽかしてしまった。
スピンオフ作品には登場していないが、変わらず湾岸署にいると思われ、『交渉人 真下正義』では、雪乃が真下とデートする為にすみれに当番を替わってもらったので、そのお礼に食事を奢ろうとしたところ一緒について来たことや、『容疑者 室井慎次』では「スリーアミーゴス」を通して「何やってんだ。我らの室井さんが」と発言している事など、その時点での動向が語られている。
『踊る大捜査線 THE MOVIE3 ヤツらを解放せよ!』では湾岸署刑事課強行犯係の係長（警部補）に昇進したが、直属ではないが事実上部下の1人になったすみれからは相変わらず「青島君」と呼ばれている。この時発生した重大事件の黒幕でありかつて自分が逮捕した猟奇殺人犯・日向真奈美が、移転により閉鎖される湾岸署で自殺を試みるのを知るや、すでに爆弾が仕掛けられた署内へ突入し、彼女を救助した上で逮捕した。これは青島にとって「犯人を生きて逮捕する」という信念に基づいた行動だったが、鳥飼からは否定的な見方をされる。彼の言によると青島の行動はネット上でも「犯罪者の自殺を防いだ刑事」として話題になっているとのこと。
『踊る大捜査線 THE FINAL 新たなる希望』では、すみれや伸次郎と共に暴行傷害犯逮捕の為に唐揚げ屋を装う張り込み捜査を行い、すみれとは夫婦のような芝居をした。しかし、鳥飼らの指示でこの時起きた殺人事件の重要参考人として事件と無関係の人物を同行したことで、事件の隠蔽に走る警察上層部により誤認逮捕と自白の強要の冤罪を着せられ、辞職勧告を受けることとなり鳥飼に警察手帳を奪われるも、和久の教えである「現場に立ち被疑者の気持ちになり行動をトレースする」という方法で事件を解決させた。事件解決後は室井によって警察手帳を返還され、室井を委員長として発足した警察組織改革推進委員会では「正しいって難しい。でも警察官は市民を守る最後の砦だから正しいことをしたいと思う」と警察官としての情熱を証明したのち、新たに発生した事件へと走っていったところで、物語は終わった。
シリーズ最新作となる『室井慎次 敗れざる者 / 生き続ける者』では、新城賢太郎の言及により湾岸署を離れ警視庁刑事部に設置された捜査支援分析センター（通称：SSBC）に所属していることが明かされている。ただ、新城の口ぶりは栄転というよりも「好き勝手にやりすぎて現場を離れさせられた」という印象であった。
そして『生き続ける者』のラストで、秋田にある室井の自宅を訪れるも電話で呼び出しを食らい「戻ります...」と呟きながらその場を後にする1シーンのみではあるが、サプライズ（ノンクレジット）という形で『THE FINAL』以来12年ぶりの登場となった。
2006年5月にオリコンが行った「男性が選んだドラマに出てくる憧れの主人公の職業ランキング調査」において「青島俊作　刑事」が第1位を獲得している。その後もオリコンスタイルが行っている「好きな刑事ランキング」において、2007年は1位、2008年は1位、2009年は2位、2012年は1位と、常に上位にランクインしている。
劇中で吸っていた煙草はアメリカンスピリット・レギュラー。後に同銘柄メンソールライトへと変えた模様。
過去に「青島のモデルとなったのは北芝健である」という一部報道があったが、制作側からの言及ではない（踊る大捜査線#関連項目参照）。TVシリーズ当時の東京都知事だった青島幸男と同じ姓であった為、「都知事と同じ名前の青島です」が自己紹介の決まり文句となっていた。このセリフは「世界都市博の中止で湾岸地区の開発にブレーキをかけた男と同じ名前の刑事がやって来る」という痛烈な皮肉が込められており、湾岸署の通称（蔑称）も人間よりカモメの数が多い「空き地署」であった。TVシリーズ放送期間中の1997年3月10日にフジテレビが河田町から移転したことでお台場も急速に開発が進み、人口や国内外からの観光客が激増するなどしたことで、2008年4月には現実に警視庁東京湾岸警察署が設置された。

## 青島のコート
青島が警察官になったその日に購入したコートで、購入時に店の気さくな店主に安くしてもらったものである。それがあってか、青島は長年愛用している。『踊る大捜査線 THE MOVIE 2』では、『THE MOVIE』で青島が刺された際に開いた穴の部分は綺麗に修繕されている。事件後はクリーニングに出された。ちなみに劇中で織田裕二が着用しているものは特注されたもので、ポケットの位置が一般に販売されているものとは違っている。
『踊る大捜査線 秋の犯罪撲滅スペシャル』では、犯人護送中に立ち寄った店が強盗に襲われた際、その強盗の1人が青島のコートと色・デザイン共に似た物（M65 (フィールドジャケット)と思われる）を着ていた為、店に潜入した青島は隠れていた女性店員に犯人の仲間と間違われ、関節技をかけられる羽目になった。
米陸軍の放出品のコートだがテレビシリーズでは中田商店製が使用された。その後、別のメーカーに変更となった。公開前、フジテレビから中田商店へコートの問い合わせがあり「本物（軍用）の新品」「本物の中古」「レプリカ」の3種類があると言われたが、織田裕二から「レプリカ」を希望され「レプリカ」が使われることになった。「本物」と「レプリカ」は見た目で判る違いはチャックの色合いである。軍用はチャック部分が渋めの銀色だがレプリカは銀色が渋くない。
テレビスペシャルより、ユニオントレーディング株式会社〈旧マキノ商事〉製のM-51コート（米陸軍で1951年に正式採用）が採用された。肩にエポレット（肩章）があるところからもわかるようにカジュアルコートというよりは軍用コートで、ガンマニアの青島らしいアイテムといえる。また、1960年代のイギリスで「モッズ」と呼ばれる若者達が好んで着用していた事から日本では別名「モッズパーカ」（モッズコート）とも呼ばれる。実は値段はそれほど高くないが、着用できるのは織田裕二だけと決められている。色はモスグリーンのものを着用。合理的な軍用コートらしく内側に中綿入りライナー（オプション）をボタンで装着できるようになっている（青島はテレビシリーズの時だけライナーを装着している）。また、『THE MOVIE 2』では、このコートは3着用意され（うち1着は血糊を付けたもの）、交代で着用されている（『THE MOVIE 2』公開時のプログラムより）。
『THE MOVIE 2』公開時、フジテレビ公式踊る大捜査線サイトで青島コートのレプリカが販売された。コートの背中部分にはシルエット、織田裕二のサイン等が印刷されている。暖かいインナーは取り外し可能。類似品も出回っているが、数回にわたってユニオントレーディング（旧マキノ）からも復刻版が販売されている。サイン・シルエットが入っているのは初回限り。なお、この作品よりコートの腰の部分が多少スマートになるようデザイン変更がされている。